# Olmstead Luca
Olmstead Luca (* 1826; † 1869) war ein liberianischer Komponist und Pianist. Er komponierte im Jahre 1860 die Musik für die Nationalhymne Liberias „All Hail, Liberia Hail“.